# Premia Bohemica
Premia Bohemica – przyznawana corocznie od 1993 roku czeska nagroda dla zagranicznych tłumaczy literatury czeskiej oraz badaczy-bohemistów, którzy w swoich krajach popularyzują czeskie piśmiennictwo. 
Z początku nagrodę przyznawała fundacja Nadace Český literární fond, po czym w latach 2002–2011 nagrodą rozporządzał pisarski związek Obec spisovatelů (Gmina Pisarzy Czeskich) ze wsparciem fundacji Český literární fond (Czeski Fundusz Literatury). Po kilkuletniej przerwie, w 2017 nagrodę zaczęła przyznawać Moravská zemská knihovna, przy wsparciu związku Obec spisovatelů.

## Laureaci
- 1993 – Susanna Roth (1950–1997), Szwajcaria
- 1994 – Eva Andersen, Dania
- 1995 – Karin Mossdal (* 1941), Szwecja
- 1996 – nagrody nie przyznano
- 1997 – Vytjo Rakowski (Вътьо Драганов Раковски) (1925–2008), Bułgaria
- 1998 – Oleg Malewicz (Олег Михайлович Малевич) (* 1928), Rosja, oraz Wiktoria Kamienska (Виктория Александровна Каменская) (1925–2001), Rosja
- 1999 – Christa Rothmeier (* 1948), Austria
- 2000 – Jean Grosu (1919–2007), Rumunia
- 2001 – Ewald Osers (* 1917), Wielka Brytania
- 2002 – Eero Balk (* 1955), Finlandia
- 2003 – Leszek Engelking (* 1955), Polska[2]
- 2004 – Reiner Kunze (* 1933), Niemcy
- 2005 – István Vörös(inne języki) (* 1964), Węgry
- 2006 – Margarita Kjurkcziewa (Маргарита Кюркчиева) (* 1937), Bułgaria
- 2007 – Eckhard Thiele (1944–2018), Niemcy
- 2008 – Edgar de Bruin (* 1958), Holandia
- 2009 – Dương Tất Từ (* 1935), Wietnam
- 2010 – Anżelina Penczewa (Анжелина Христова Пенчева) (* 1957), Bułgaria
- 2011 – Andrzej Czcibor-Piotrowski (* 1931), Polska[3]
- 2012–2016: nagrody nie przyznawano
- 2017 – Urs Heftrich[1]
- 2018 – Robert B. Pynsent[1]
- 2019 – Annalisa Cosentino[1]
- 2020 – Xavier Galmiche[1]
- 2021 – Dorota Dobrew (* 1959), Polska[4]
- 2022 – Alessandro Catalano (* 1970), Włochy[5]